# Hawrani Kanion

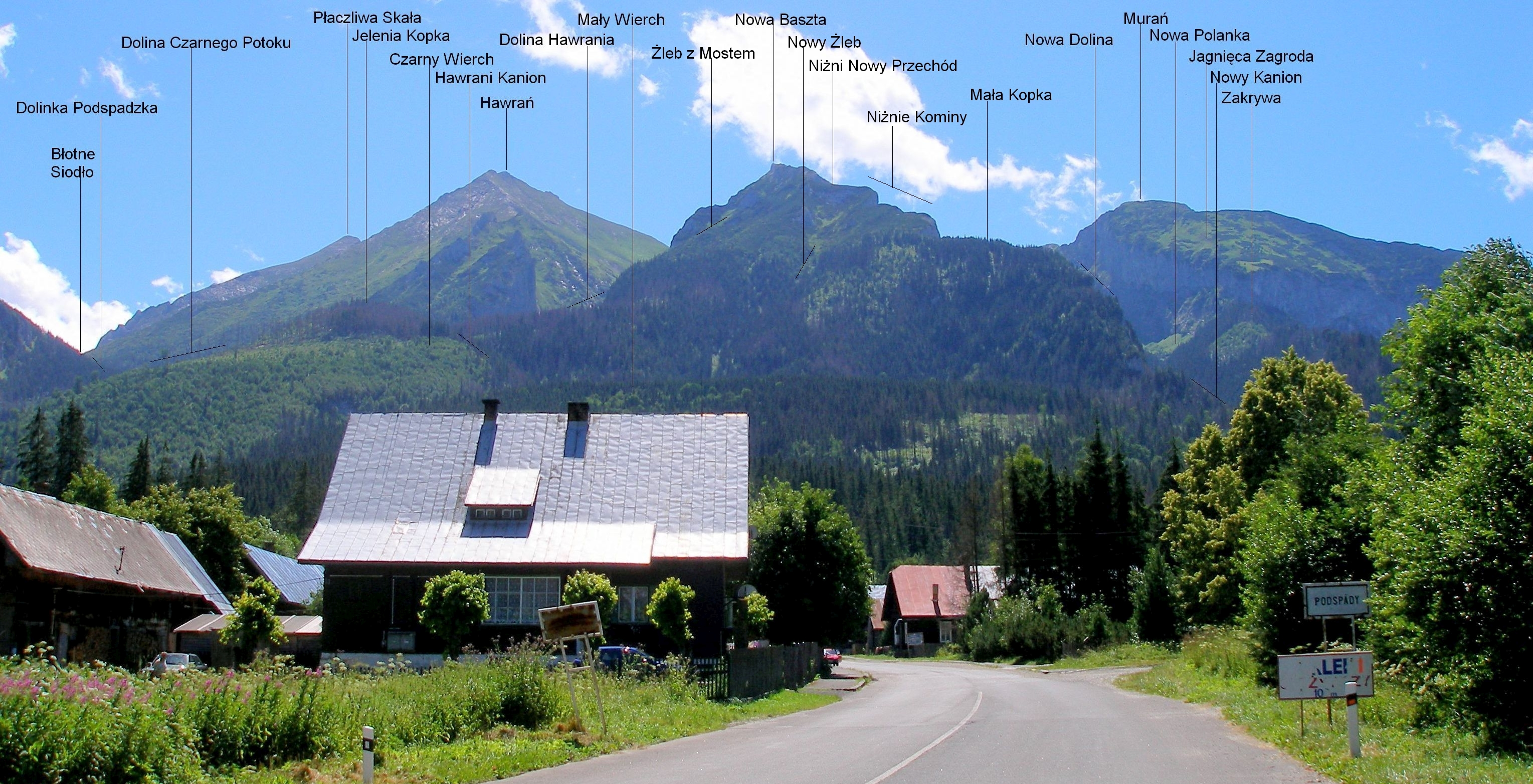
Widok z Podspadów

Hawrani Kanion – wąski i głęboko wcięty w wapienne skały kanion w Dolinie Hawraniej w zachodniej części słowackich Tatr Bielskich. Utworzony został przez Hawrani Potok spływający dnem tej doliny. Kanion znajduje się w środkowej części jego biegu, od wysokości około 950 m, aż do Hawranich Polan (około 1400 m). W wielu miejscach ma pionowe boczne ściany i pionowe progi o wysokości od kilku do kilkudziesięciu metrów. Na wielu z nich występują okresowe wodospady. Woda w Hawranim Kanionie występuje tylko okresowo, często dno kanionu jest suche. Do środkowej części kanionu z jego orograficznie lewej strony uchodzi duży Nowy Żleb.
Nazwę wprowadził Władysław Cywiński w 4 tomie przewodnika Tatry. Obecnie Hawrani Kanion znajduje się na zamkniętym dla turystów i taterników obszarze ochrony ścisłej Tatrzańskiego Parku Narodowego.